# Cantó de Giromagny
El cantó de Giromagny és un cantó francès del departament del Territori de Belfort, situat al districte de Belfort. Té 13 municipis i el cap és Giromagny.

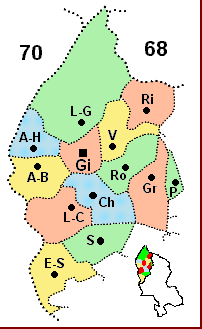
Municipis del Cantó de Giromagny

## Municipis
- Auxelles-Bas (A-B)
- Auxelles-Haut (A-H)
- Chaux (Ch)
- Évette-Salbert (E-S)
- Giromagny (Gi)
- Grosmagny (Gr)
- Lachapelle-sous-Chaux (L-C)
- Lepuix dite Lepuix-Gy (L-G)
- Petitmagny (P)
- Riervescemont (Ri)
- Rougegoutte (Ro)
- Sermamagny (S)
- Vescemont (V)

## Història
| Data d'elecció                           | Identitat               | Partit           | Qualitat |
| ---------------------------------------- | ----------------------- | ---------------- | -------- |
| 1951-1970                                | Jean-Ernest Boigeol     | Divers gauche    |          |
| 1970-1976                                | M. Zeller               | UDR              |          |
| 1976-1982                                | Jean Singer             | Divers droite    |          |
| 1982-1988                                | Michel Bidaux           | RPR              |          |
| 1988-2001                                | Christiane Durupt       | PS, després MDC  |          |
| 2001-2008                                | Marie-Christine Peureux | RPR, després UMP |          |
| 2008-                                    | Guy Miclo               | PS               |          |
| les dades anteriors no són pas conegudes |                         |                  |          |
|                                          |                         |                  |          |